# Barão de Molelos
Barão de Molelos é um título nobiliárquico criado por D. João, Príncipe Regente de D. Maria I de Portugal, por Decreto de 17 de Dezembro de 1815, em favor de Francisco de Paula Vieira da Silva Tovar de Albuquerque, depois 1.º Visconde de Molelos.
Titulares
1. Francisco de Paula Vieira da Silva Tovar de Albuquerque, 1.º Barão e 1.º Visconde de Molelos.